# 남원시의 국회의원

## 행정구역 변천
- 1945년 8월 15일 전라북도 남원군
- 1981년 7월 1일 남원군 남원읍이 남원시로 승격
- 1995년 1월 1일 남원시와 남원군을 통합하여 '남원시' 설치, 운봉면을 운봉읍으로 승격

## 남원시의 역대 국회의원 일람
| 대수         | 이름           | 소속정당       | 임기                               | 선거구역                                                                              |
| ------------ | -------------- | -------------- | ---------------------------------- | ------------------------------------------------------------------------------------- |
| 제1대        | 이정기(李程器) | 조선민족청년단 | 1948년 5월 31일 - 1950년 5월 30일  | 남원군 일원                                                                           |
| 제2대        | 조정훈(趙定勳) | 무소속         | 1950년 5월 31일 - 1954년 5월 30일  | 남원군 일원                                                                           |
| 제3대        | 양영주(梁瑛注) | 자유당         | 1954년 5월 31일 - 1958년 5월 30일  | 남원군 일원                                                                           |
| 제4대        | 조정훈(趙定勳) | 민주당         | 1958년 5월 31일 - 1960년 7월 28일  | 남원군 갑: 남원읍 대산면 주생면 대강면 금지면 송동면                                  |
| 제4대        | 안균섭(安均燮) | 자유당         | 1958년 5월 31일 - 1960년 7월 28일  | 남원군 을: 주천면 산내면 동면 아영면 운봉면 이백면 산동면 보절면 덕과면 이매면 수지면 |
| 제5대 민의원 | 박환생(朴煥生) | 사회대중당     | 1960년 7월 29일 - 1961년 5월 16일  | 남원군 갑: 남원읍 대산면 주생면 대강면 금지면 송동면                                  |
| 제5대 민의원 | 윤정구(尹正九) | 민주당         | 1960년 7월 29일 - 1961년 5월 16일  | 남원군 을: 주천면 산내면 동면 아영면 운봉면 이백면 산동면 보절면 덕과면 이매면 수지면 |
| 제6대        | 류광현(柳光鉉) | 민주공화당     | 1963년 12월 17일 - 1967년 6월 30일 | 남원군 일원                                                                           |
| 제7대        | 류광현(柳光鉉) | 민주공화당     | 1967년 7월 1일 - 1971년 6월 30일   | 남원군 일원                                                                           |
| 제8대        | 양해준(梁海焌) | 신민당         | 1971년 7월 1일 - 1972년 10월 17일  | 남원군 일원(제8선거구)                                                                |
| 제9대        | 손주항(孫周恒) | 무소속         | 1973년 3월 12일 - 1979년 3월 11일  | 임실군·남원군·순창군 일원(제4선거구)                                                  |
| 제9대        | 양해준(梁海焌) | 신민당         | 1973년 3월 12일 - 1979년 3월 11일  | 임실군·남원군·순창군 일원(제4선거구)                                                  |
| 제10대       | 설인수(薛仁洙) | 민주공화당     | 1979년 3월 12일 - 1980년 10월 27일 | 임실군·남원군·순창군 일원(제4선거구)                                                  |
| 제10대       | 손주항(孫周恒) | 무소속         | 1979년 3월 12일 - 1980년 7월 4일   | 임실군·남원군·순창군 일원(제4선거구)                                                  |
| 제11대       | 양창식(梁昶植) | 민주정의당     | 1981년 4월 11일 - 1985년 4월 10일  | 남원군·임실군·순창군 일원(제5선거구)                                                  |
| 제11대       | 이형배(李炯培) | 민주한국당     | 1981년 4월 11일 - 1985년 4월 10일  | 남원군·임실군·순창군 일원(제5선거구)                                                  |
| 제12대       | 양창식(梁昶植) | 민주정의당     | 1985년 4월 11일 - 1988년 5월 29일  | 남원시·임실군·남원군·순창군 일원(제5선거구)                                           |
| 제12대       | 최용안(崔容安) | 한국국민당     | 1985년 4월 11일 - 1988년 5월 29일  | 남원시·임실군·남원군·순창군 일원(제5선거구)                                           |
| 제13대       | 조찬형(趙贊衡) | 평화민주당     | 1988년 5월 30일 - 1992년 5월 29일  | 남원시·남원군 일원                                                                    |
| 제14대       | 양창식(梁昶植) | 민주자유당     | 1992년 5월 30일 - 1996년 5월 29일  | 남원시·남원군 일원                                                                    |
| 제15대       | 조찬형(趙贊衡) | 새정치국민회의 | 1996년 5월 30일 - 2000년 5월 29일  | 남원시 일원                                                                           |
| 제16대       | 이강래(李康來) | 무소속         | 2000년 5월 30일 - 2004년 5월 29일  | 남원시·순창군 일원                                                                    |
| 제17대       | 이강래(李康來) | 열린우리당     | 2004년 5월 30일 - 2008년 5월 29일  | 남원시·순창군 일원                                                                    |
| 제18대       | 이강래(李康來) | 통합민주당     | 2008년 5월 30일 - 2012년 5월 29일  | 남원시·순창군 일원                                                                    |
| 제19대       | 강동원(姜東遠) | 통합진보당     | 2012년 5월 30일 - 2016년 5월 29일  | 남원시·순창군 일원                                                                    |
| 제20대       | 이용호(李容鎬) | 국민의당       | 2016년 5월 30일 - 2020년 5월 29일  | 남원시·임실군·순창군 일원                                                             |
| 제21대       | 이용호(李容鎬) | 무소속         | 2020년 5월 30일 ~ 2024년 5월 29일  | 남원시·임실군·순창군 일원                                                             |
| 제22대       | 박희승(朴熙承) | 더불어민주당   | 2024년 5월 30일 ~                  | 남원시·장수군·임실군·순창군 일원                                                      |

## 같이 보기
- 전주시의 국회의원
- 군산시의 국회의원
- 익산시의 국회의원
- 김제시의 국회의원
- 진안군의 국회의원
- 완주군의 국회의원
- 무주군의 국회의원
- 임실군의 국회의원
- 순창군의 국회의원
- 장수군의 국회의원
- 남원시·남원군
- 남원시 (선거구)
- 남원시·순창군
- 남원시·임실군·순창군
- 남원시·장수군·임실군·순창군